# ゆりかもめ東京臨海新交通臨海線

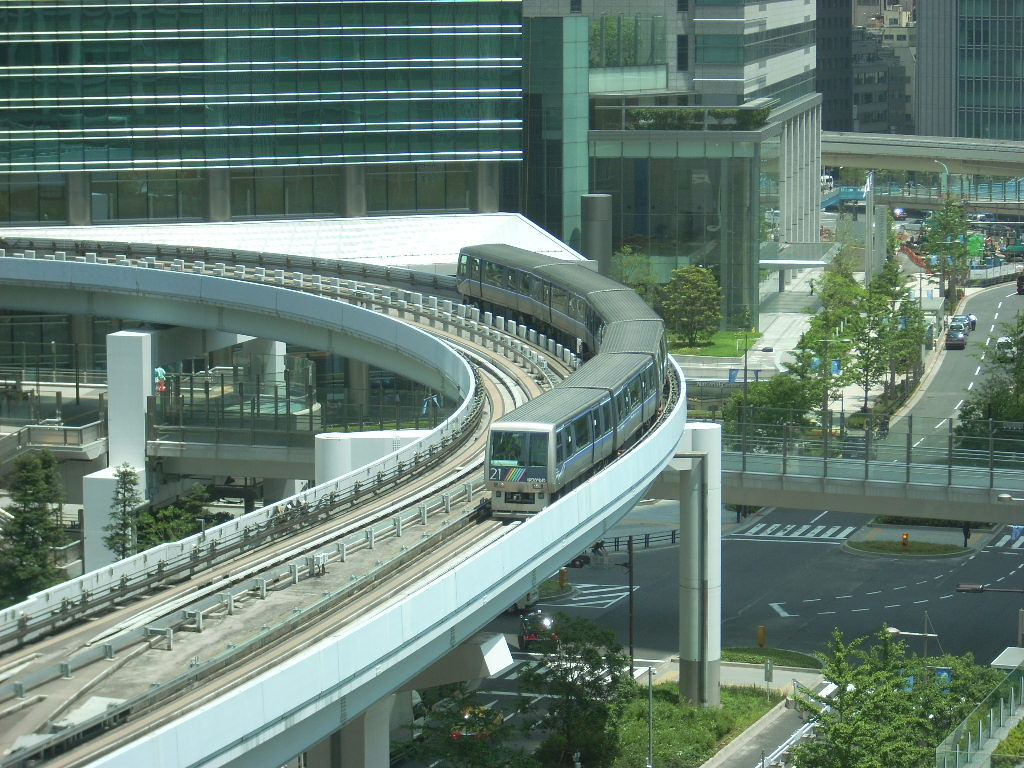
汐留駅へ進入中のゆりかもめの車両（2007年6月撮影）

東京臨海新交通臨海線（とうきょうりんかいしんこうつうりんかいせん）は、東京都港区の新橋駅から江東区の豊洲駅までを結ぶ、株式会社ゆりかもめが運営する自動案内軌条式旅客輸送システム（AGT）路線である。駅ナンバリングで使われる路線記号はU。
開通当初から愛称のゆりかもめもしくは新交通ゆりかもめで呼ばれることが多く、また同じ東京臨海副都心地区を通る東京臨海高速鉄道りんかい線との紛らわしさもあり、正式な路線名は一般にはほとんど用いられていない。路線名の「東京臨海新交通臨海線」（「臨海線」ではなく「東京臨海新交通」を含めて路線名である）は、運営会社「株式会社ゆりかもめ」が「東京臨海新交通株式会社」だった当時からの名称であるが、社名が変更されてからも従来のままとなっている。都市計画事業としての名称は、東京都市計画道路特殊街路新交通専用道第1号臨海線1 - 3及び東京都市計画都市高速鉄道東京臨海新交通臨海線である。

## 概要
新橋と東京臨海副都心を結ぶ交通機関として、1995年（平成7年）11月1日に新橋駅 - 有明駅間 11.9 km が開業した。開業当初の新橋駅は現在の位置より 100 m 有明駅寄りの位置にあった仮駅で、現在この位置は汐留シオサイトの敷地である。2001年（平成13年）3月22日に東日本旅客鉄道（JR東日本）新橋駅前の現在の位置まで移転・延伸された。2006年（平成18年）3月27日には、有明駅 - 豊洲駅間 2.7 km が延伸開業した。
新橋駅ではJR東日本の山手線等や東京メトロ銀座線、都営浅草線と、汐留駅では都営大江戸線と、豊洲駅では東京メトロ有楽町線と乗り継げる。またりんかい線の東京テレポート駅と国際展示場駅は、ゆりかもめの最寄り駅から徒歩圏内である。
この路線は、1996年に開催される予定であった世界都市博覧会のアクセス線として注目を浴びたが、同博覧会は東京都知事青島幸男の公約実行で中止された。これにより、ゆりかもめは40億円の赤字を出すと言われていたが、実際に開業すると乗客は順調に増加し、1日10万人以上を数えるようになり、黒字経営の路線となった。
沿線にはオフィスビルや高層マンションのほか、多数の観光資源（お台場や有明地区、豊洲市場など）やコンベンションセンター（東京ビッグサイト）などの集客施設が存在し、これが利用増につながっている。また、私立大学（有明教育芸術短期大学、東京有明医療大学、武蔵野大学有明キャンパス）が新たに開校し、通学利用者も増加している。
さらに2020年東京オリンピック・パラリンピックに向け臨海エリアには同大会の競技会場が複数新設されたことから、アクセス路線としての機能も担うことになったが、新型コロナウイルス感染症（COVID-19）の世界的流行の影響で無観客での開催となったため、予定されていた臨時列車の運行は取り止められている。
また、車窓からは東京タワーやレインボーブリッジ、東京スカイツリー、東京ゲートブリッジなど東京のシンボルを望むことができる。芝浦ふ頭駅 - お台場海浜公園駅間で渡るレインボーブリッジの新橋側の接続部は、芝浦ふ頭駅と橋梁との高低差が大きく、軌道の勾配を緩やかにするためループ構造を採用している。
自動列車運転装置 (ATO) による無人自動運転を実施している。運行中は車内に運転士や車掌がいないため、車内での緊急時には備え付けのインターホンで対応することになる。なお、早朝・深夜時間帯やATOの機能障害などの非常時に備えて行われる手動運転訓練時などには自動運転ではなく運転士が乗務し、ワンマン運転を行っている。この場合、車両最前部の座席は運転席となり、旅客は使用できない。
全駅に東京メトロ南北線や金沢シーサイドラインなどと同じフルスクリーンタイプのホームドアを設置している。それぞれの駅には様々な日本の伝統文様が割り振られ、ホームドアなどにそのモチーフが反復して使われている。例えば、お台場海浜公園駅のモチーフは松葉色の地に白抜きの老松模様である。

## 路線データ
- 路線距離（営業キロ）：14.7 km
- 案内軌条：側方案内式
- 駅数：16駅（起終点駅含む）
- 複線区間：全線
- 電気方式：三相交流 600 V・50 Hz
- 最高速度：60 km/h[4]
- 本線ではないが、有明車両基地への出入庫線は約700 mあり、また出入庫線（側線）には60‰の急勾配と30 mの急曲線がある[3]。

新橋駅 - 豊洲駅間が1本の路線となっているが、路線の免特許上は以下のように軌道法に基づく軌道区間と鉄道事業法に基づく鉄道区間（第一種鉄道事業）とが混在している。これは、その下を走る道が道路法に基づく道路であるか、それ以外の道（主として港湾法に基づく港湾道路）であるかの違いによるものである。AGTには、他にも軌道区間と鉄道区間が混在している路線がある。
- 新橋駅 - 日の出駅間 (2.2 km) - 軌道
- 日の出駅 - お台場海浜公園駅間 (4.7 km) - 鉄道
- お台場海浜公園駅 - テレコムセンター駅間 (2.3 km) - 軌道
- テレコムセンター駅 - 東京ビッグサイト駅 (2.1 km) - 鉄道
- 東京ビッグサイト駅 - 豊洲駅間 (3.4 km) - 軌道

## 運行形態
全線通しの運転を基本とするが、早朝から朝ラッシュ時と深夜に有明駅発着の列車も運転されている。車両の夜間滞泊は豊洲駅で行っている。日中は平日が5分間隔で休日が4分間隔での運転となり、日中は平日よりも土休日の方が本数が多い。
東京ビッグサイトにおけるコミックマーケット・ジャパンモビリティショー（旧：東京モーターショー）など、沿線で大規模イベントがある時や、ゴールデンウィークなどの大型連休期間は臨時増発や特別ダイヤが組まれることがある。また、過去の東京湾大華火祭開催時には、豊洲地区が一部の時間帯で立入禁止区域となるため、市場前駅と新豊洲駅は一時閉鎖され、運転停車（乗降不可）の措置が取られていた。
駅構内の発車案内標には列車種別が表示されているが、優等列車が運行されたことはなく、すべての列車が各駅に停車するため、全列車が「普通」（英字表示は「Loc.」）と表示される。しかし、中央司令所のシステムは急行運転に対応しており、車両の行先表示器や車内案内表示器でも急行の表示ができる（停車駅は新橋、お台場海浜公園〜有明の各駅、豊洲）。

## 使用車両
車両は7300系・7500系が使用されている。7300系は開業時に導入された7000系を置き換えるために導入され、第1編成が2013年3月に搬入、2014年1月18日より営業運転が開始された。7000系は大半が日本車輌製造製だが、三菱重工業・新潟トランシス（新潟鐵工所）・東急車輛製造なども数編成を製造・納入している。7300系はすべて三菱重工業製で2013年から2016年までに108両が製造され、7000系をすべて置き換えた。2018年度より7200系の置き換えのため、7300系を改良した7500系が導入され、2018年11月11日に営業運転を開始し、2020年10月までに7200系をすべて置き換えた。

## 歴史
- 1995年（平成7年）11月1日 - 東京臨海新交通株式会社の東京臨海新交通臨海線（愛称・ゆりかもめ）として新橋駅（仮駅） - 有明駅間開業[1][2]。
- 1998年（平成10年）
  - 1月20日 - お台場海浜公園駅付近で点検作業をしていた男性従業員が有明行き列車に轢かれ、死亡する事故が発生[16]。
  - 4月1日 - 東京臨海新交通株式会社が株式会社ゆりかもめに社名変更[1][17]。
- 1999年（平成11年）2月 - 7200系車両の営業運転開始。
- 2001年（平成13年）3月22日 - 新橋駅 - 新橋駅（仮駅）間が開業[1]。新橋駅（仮駅）廃止。
- 2002年（平成14年）11月2日 - 汐留駅開業[1]。
- 2006年（平成18年）
  - 3月27日 - 有明駅 - 豊洲駅間延伸開業[1][5]。同時に駅ナンバリングと音声案内装置を導入。
  - 4月14日 - 車輪脱落事故が発生[18][19][20]。17日まで全線運休となる[21][22][23][24]。
- 2011年（平成23年）3月12日 - 前日の3月11日に発生した東北地方太平洋沖地震（東日本大震災）の影響により、終日運休となる。
- 2013年（平成25年）10月8日 - 新型車両である7300系の試運転開始。同年11月2日、新橋駅にて車内お披露目会を開催。
- 2014年（平成26年）1月18日 - 7300系の営業運転開始[10]。以後順次投入して、2016年度までに従来車両の置き換えを進める計画。
- 2018年（平成30年）11月11日 - 7500系の営業運転開始[14]。以後順次投入して、2020年度までに従来車両の置き換えを進める計画。
- 2019年（平成31年）3月16日 - 船の科学館駅を東京国際クルーズターミナル駅に、国際展示場正門駅を東京ビッグサイト駅に改称[25]。
- 2020年（令和2年）10月14日 - 7200系車両の全編成が運用を終了。
- 2023年（令和5年）7月 - 累計利用者数が10億人を突破[26]。

## 延伸計画

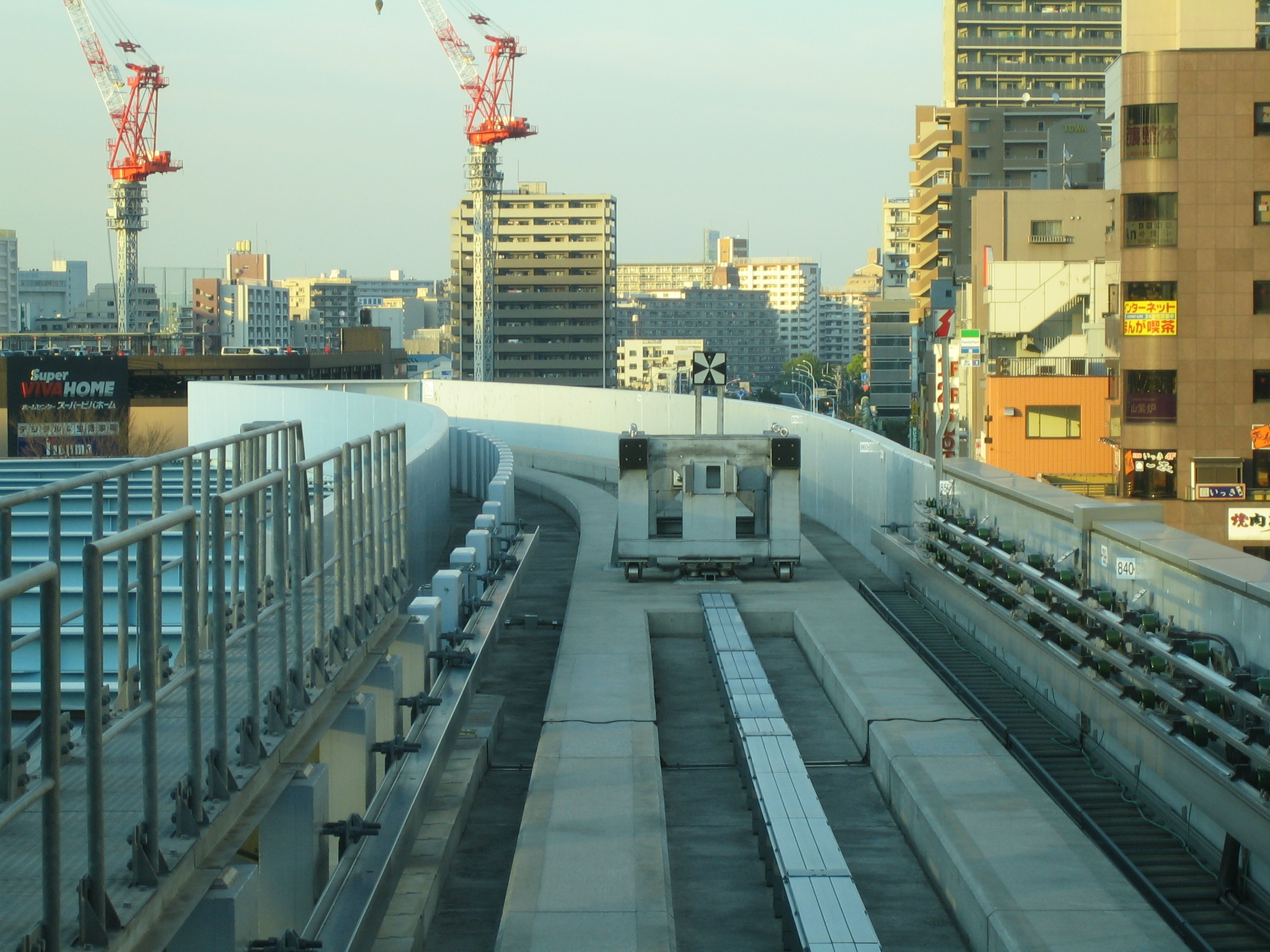
豊洲駅のエンドレール。勝どき方面への延伸整備を見据え、レール末端部が勝どき方面に曲がっている（2007年4月29日撮影）。

2000年の運輸政策審議会答申第18号では、豊洲駅 - 勝どき駅が「目標年次（2015年）までに整備着手することが適当である路線（A2）」とされ、豊洲駅の末端部には既に延伸のための準備が施されている。東京都港湾局による『まちづくり推進計画』では、利用状況を考慮した上で整備時期を検討するとしていた。
しかし中央区は、都心部と臨海部を結ぶ新たな交通機関としてLRTやBRT（後に東京BRTへ発展）、次いで2014年からは地下鉄（都心部・臨海地域地下鉄構想）の導入を検討。2015年3月に『都心部と臨海部を結ぶ地下鉄新線の整備に向けた検討調査』の報告書をまとめ、同年6月に区議会へ報告した。
東京都が2015年7月に公表した『広域交通ネットワーク計画について≪交通政策審議会答申に向けた検討のまとめ≫』では、地下鉄とゆりかもめ延伸を両方整備した場合、ゆりかもめ延伸の収支採算性の確保に課題が生じるとの調査結果から、都心部・臨海地域地下鉄構想は「整備について検討すべき路線」に選ばれたのに対して、ゆりかもめ延伸は対象外となった。
これを受けて2016年4月に出された交通政策審議会答申第198号でも、都心部・臨海地域地下鉄構想は「国際競争力の強化に資する鉄道ネットワークのプロジェクト」として取り上げられたのに対して、ゆりかもめ延伸は答申の対象外となっている。
遡ると、高山英華が日本地域開発センター理事長を務めていた1978年に「東京湾奥地域開発整備構想」にて東京臨海新交通システム（後にゆりかもめとなる交通システムの当時の名称）の環状線化を主張している。

## 駅の営業体制と駅務機器

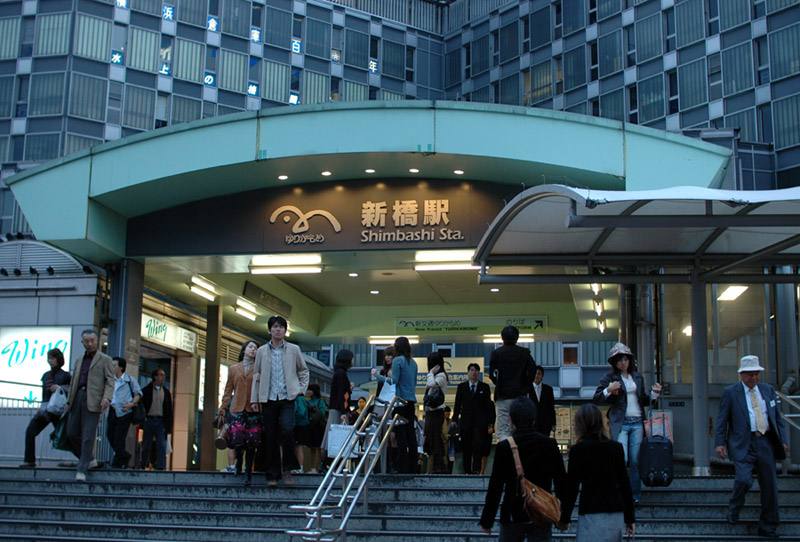
新橋駅入口 2005年10月撮影

日中は全駅に旅客案内を行うステーションスタッフが配置されているが、起終点であり定期券発売窓口を併設している新橋駅と豊洲駅、有明駅以外は駅員がいない。ただし多客時など不定期に他の駅も駅員が常駐していることがある。
このため、乗客が切符を誤購入した場合に備えて、各駅の自動券売機の切符取り出し口に誤購入した切符を挿入すると購入した金額が読み取られて購入運賃分の現金が現金受け取り口に返却されるという「誤購入払戻し機能」が搭載されている（ただし普通乗車券のみ対応）。
一部の駅は駅務業務を京王設備サービスに委託している。

## 駅での案内放送
2006年3月27日の豊洲への延伸開業に併せて駅構内に音声案内装置を設置した。このうち構内案内図・精算所・トイレ案内図の音声案内に関しては、各駅ごとに1名ずつ、計16名の声優を起用していた。各駅ごとに異なった声優を起用した音声案内システムの導入は日本の公共交通機関としては初めての試みとなる。声優の人選に当たってはアーツビジョンとその子会社であるアイムエンタープライズに当時所属する声優が選ばれた。また、沿線地域での大規模イベント開催時にはイベント用の音声を使用することになっており、2006年8月11日 - 13日（コミックマーケット70開催日）に初めて運用された。
なお、これらの声優による案内は2015年に終了している。
- ユニバーサルデザイン -株式会社ゆりかもめ - ウェイバックマシン（2008年9月2日アーカイブ分）

駅構内の自動放送は、現在AI音声が使われている。

## 車内放送
車内放送は、下記のイベント期間を除き森谷真弓が担当している。

### フジテレビアナウンサーによるアナウンス
2007年10月21日から2008年9月28日までフジテレビで放送された『アナ☆ログ』のコーナー「ひとりでアナ☆レポ」の企画で、同年10月18日から2008年3月31日まで本田朋子をメインに、フジテレビのアナウンサー16人が当路線の車内アナウンスを全編成で実施し、期間限定で務めていた。放送内容は通常使用しているものと基本的に変更はない（12月までは、レインボーブリッジ通過中の本田による代表者挨拶が追加で放送）。本田が声をかけた順に（豊洲方向へ）担当の駅を割り振っていた。
また、2008年8月1日から8月31日にも『お台場冒険王ファイナル〜君が来なくちゃ終われない!〜』開催に合わせた『アナ☆ログ』とのコラボレーション企画で、フジテレビのアナウンサーが当路線の車内アナウンスおよび駅構内アナウンスを期間限定で務めた。駅構内アナウンスは豊洲駅（高島彩）、お台場海浜公園駅（平井理央）、台場駅（大島由香里）、船の科学館駅（中村仁美）、青海駅、新橋駅（本田）で実施した。車内放送は全区間を島田彩夏が担当した。

## 磁気乗車券以外の乗車サービス
以下の乗車サービスに対応している。（導入時期等はゆりかもめ (企業)#歴史を参照）
- PASMO、および交通系ICカード全国相互利用サービスに対応している交通系ICカード[35]
- クレジットカードなどによるタッチ決済[36]
- QRコード乗車券『ゆりかもめ Enjoy Pass』[36]

## 駅一覧
- 全駅が東京都内に所在する。

| 駅番号                           | 駅名                         | 駅間 キロ | 営業 キロ | 接続路線 | 所在地 | 文様         | 文様背景色 | 音声案内 担当声優 （2006年3月 - 2015年） | 車内放送担当 アナウンサー （2007年10月 - 2008年3月） |
| -------------------------------- | ---------------------------- | --------- | --------- | --- | ------ | ------------ | ---------- | ---------------------------------------- | ---------------------------------------------------- |
| U-01                             | 新橋駅                       | -         | 0.0       | 東日本旅客鉄道： 東海道線（上野東京ライン） (JT 02)・ 山手線 (JY 29)・ 京浜東北線 (JK 24)・ 横須賀線 (JO 18) 東京地下鉄： 銀座線 (G-08) 都営地下鉄： 浅草線 (A-10) | 港区   | 柳縞         | 新橋色     | 浅野真澄                                 | 本田朋子                                             |
| U-02                             | 汐留駅                       | 0.4       | 0.4       | 都営地下鉄： 大江戸線 (E-19) | 港区   | 葦           | 鬱金色     | 下野紘                                   | 島田彩夏                                             |
| U-03                             | 竹芝駅                       | 1.2       | 1.6       | | 港区   | 鱗           | 鉄紺色     | たかはし智秋                             | 遠藤玲子                                             |
| U-04                             | 日の出駅                     | 0.6       | 2.2       | | 港区   | 日足散らし   | 紅色       | 長谷優里奈                               | 松尾翠                                               |
| U-05                             | 芝浦ふ頭駅                   | 0.9       | 3.1       | | 港区   | 露芝         | 水浅葱色   | 山本麻里安                               | 宮瀬茉祐子                                           |
| この間でレインボーブリッジを渡る |                              |           |           | | 港区   |              |            |                                          |                                                      |
| U-06                             | お台場海浜公園駅             | 3.9       | 7.0       | | 港区   | 老松         | 松葉色     | 鈴村健一                                 | 武田祐子                                             |
| U-07                             | 台場駅                       | 0.8       | 7.8       | | 港区   | 大波         | 菫色       | 森川智之                                 | 春日由実                                             |
| U-08                             | 東京国際クルーズターミナル駅 | 0.6       | 8.4       | | 江東区 | 帆掛け舟     | 海老茶色   | 高城元気                                 | 生野陽子                                             |
| U-09                             | テレコムセンター駅           | 0.8       | 9.2       | | 江東区 | 蝙蝠         | 鳩羽鼠     | 水橋かおり                               | 大島由香里                                           |
| U-10                             | 青海駅                       | 1.0       | 10.2      | | 江東区 | 青海波       | 瑠璃色     | 鳥海浩輔                                 | 中村仁美                                             |
| U-11                             | 東京ビッグサイト駅           | 1.1       | 11.3      | | 江東区 | 桜           | 桜桃色     | 高橋美佳子                               | 平井理央                                             |
| U-12                             | 有明駅                       | 0.7       | 12.0      | 東京臨海高速鉄道： りんかい線（国際展示場駅:R 03） | 江東区 | 獅子         | 柑子色     | 中原麻衣                                 | 斉藤舞子                                             |
| U-13                             | 有明テニスの森駅             | 0.7       | 12.7      | | 江東区 | 干潟に水鳥   | 海松色     | 鈴木千尋                                 | 山本麻祐子                                           |
| U-14                             | 市場前駅                     | 0.8       | 13.5      | | 江東区 | 変わり縞に蟹 | 蘇芳色     | 鈴木達央                                 | 高橋真麻                                             |
| U-15                             | 新豊洲駅                     | 0.5       | 14.0      | | 江東区 | 算盤縞       | 江戸紫     | 桑谷夏子                                 | 中野美奈子                                           |
| U-16                             | 豊洲駅                       | 0.7       | 14.7      | 東京地下鉄： 有楽町線 (Y-22) | 江東区 | 水に雨龍     | 紺碧       | 保志総一朗                               | 高島彩                                               |

- 台場駅と東京国際クルーズターミナル駅の間で品川区を通過するが、駅はない。

## 利用状況
2022年度の混雑率は、汐留駅→竹芝駅（7:00-8:00）で71%である。

### 駅別乗降客数

#### 2022年
1日平均乗降客数
- 新橋駅 - 44,343人
- 汐留駅 - 5,650人
- 竹芝駅 - 4,126人
- 日の出駅 -2,015人
- 芝浦ふ頭駅 - 4,313人
- お台場海浜公園駅 - 11,171人
- 台場駅 - 14,135人
- 東京国際クルーズターミナル駅 - 2,300人
- テレコムセンター駅 - 8,118人
- 青海駅 - 1,707人
- 東京ビッグサイト駅 - 13,876人
- 有明駅 - 7,669人
- 有明テニスの森駅 - 6,351人
- 市場前駅 - 11,285人
- 新豊洲駅- 7,144人
- 豊洲駅 - 27,545人

#### 2006年
1日平均乗降客数
- 新橋駅 - 58,824人
- 汐留駅 - 7,805人
- 竹芝駅 - 4,701人
- 日の出駅 -2,271人
- 芝浦ふ頭駅 - 5,166人
- お台場海浜公園駅 - 14,497人
- 台場駅 - 21,682人
- 船の科学館駅 - 3,579人
- テレコムセンター駅 - 10,649人
- 青海駅 - 7,153人
- 国際展示場正門駅 - 16,312人
- 有明駅 - 3,743人
- 有明テニスの森駅 - 1,185人
- 市場前駅 - 76人
- 新豊洲駅- 893人
- 豊洲駅 - 9,494人

#### 2004年
1日平均乗降客数
- 新橋駅 - 63,791人
- 汐留駅 - 7,500人
- 竹芝駅 - 9,301人
- 日の出駅 - 2,043人
- 芝浦ふ頭駅 - 5,875人
- お台場海浜公園駅 - 15,859人
- 台場駅 - 22,866人
- 船の科学館駅 - 3,506人
- テレコムセンター駅 - 11,233人
- 青海駅 - 7,152人
- 国際展示場正門駅 - 13,885人
- 有明駅 - 2,509人

#### 2000年
1日平均乗降客数
- 新橋駅 94,217人
- 竹芝駅 4,681人
- 日の出駅 1,675人
- 芝浦ふ頭駅 6,970人
- お台場海浜公園駅 19,406人
- 台場駅 28,838人
- 船の科学館駅 2,734人
- テレコムセンター駅 13,561人
- 青海駅 11,529人
- 国際展示場正門駅 21,420人
- 有明駅 3,531人

## その他
- 切符は青地の背景に白でユリカモメをモチーフにした会社のシンボルマークが印刷されている。
- 新橋駅 - 有明駅間の開業日には、同日開局した東京メトロポリタンテレビジョン（TOKYO MX[注釈 4]）が、出発式の模様を開局から数えて2番目の番組『新交通ゆりかもめ開通の瞬間』として朝6時から放送した。ただし同局の正式な開局は18時であり、この番組は当日朝4時からのサービス放送『カウントダウンMXTV』内での放送である。なお、最初の番組は『天気情報』であった。
- 2006年8月14日朝に発生した東京電力江東線の送電線切断事故による首都圏大規模停電により列車が高架上で完全停止し、炎天下で乗客が1時間近く閉じこめられた事故が発生した[40]。
- 2007年から2010年まで不定期で夜景列車を運行していた。コースは有明駅から日の出駅の渡り線で折り返し、豊洲駅まで運行。夜景が見やすいように車内の照明が落とされ、BGMが流れる等の工夫がされていた。

## ギャラリー

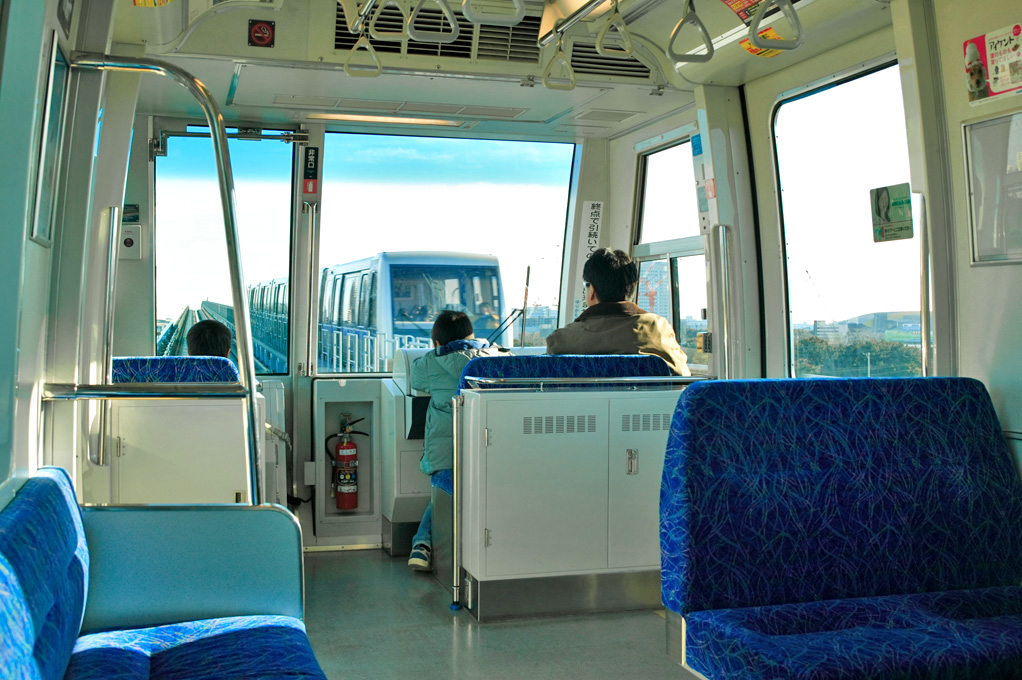
運転中の車内最前部
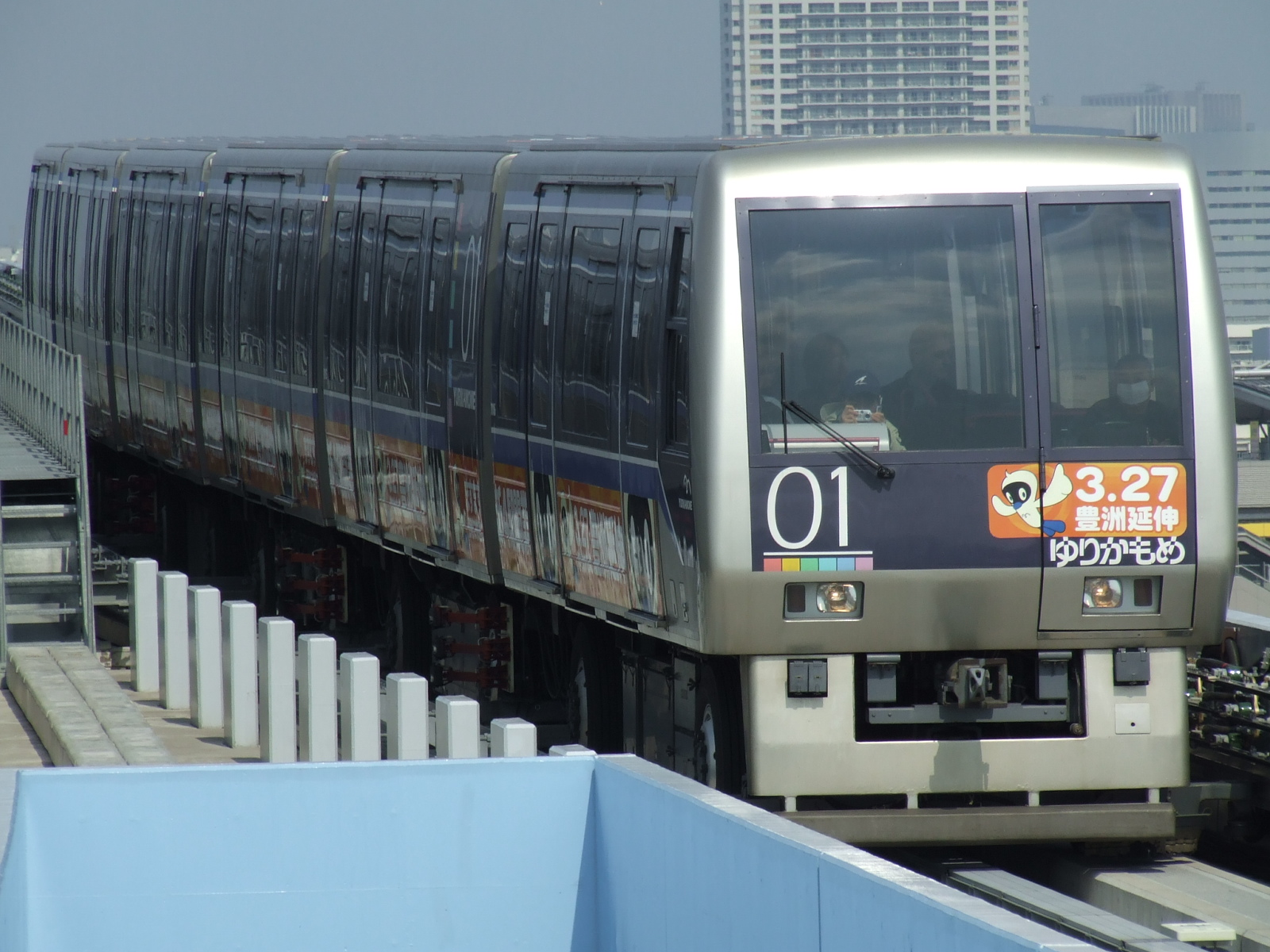
7000系1次車、第1編成（2006年3月）
- 運転中（2020年1月）